# Taureau d'Osuna
Le taureau d'Osuna, qui date de la fin du Ve siècle av. J.-C., est une sculpture d'époque ibérique, vestige de l'antique cité ibérique d'Urso, située près de Séville.

## Caractéristiques
- Matériau: Pierre calcaire.
- Dimensions : 82 cm de haut.
- Appartenance ancienne à un monument à destination funéraire
- Style archaïque
- Forme de taureau.

## Localisation actuelle
La sculpture est désormais au Musée archéologique national de Madrid, au milieu d'autres œuvres d'art ibérique.